# 岩崎総十郎

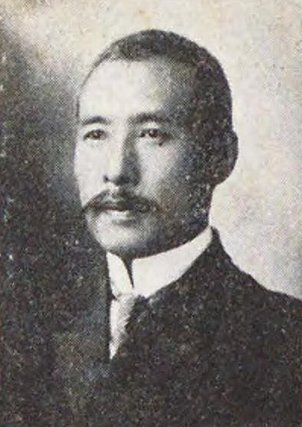
岩崎総十郎

岩崎 総十郎（いわさき そうじゅうろう、安政7年2月5日（1860年2月26日） - 大正9年（1920年）5月2日）は、日本の衆議院議員（立憲政友会）、弁護士。

## 経歴
仙台市出身。岡鹿門が開いた私塾「麟経堂」で学んだ後、専修学校（現在の専修大学）で法学・経済学を学んだ。1881年（明治14年）に専修学校を卒業すると、明治法律学校（現在の明治大学）に進み、翌年に卒業した。その後判事補に任ぜられ、大阪地方裁判所に勤務したが、やがて官を辞し、弁護士を開業した。
1912年（明治45年）、第11回衆議院議員総選挙に出馬し、当選。第13回衆議院議員総選挙でも再選された。
その他に塩水港精糖拓殖株式会社、七十七銀行、仙台瓦斯株式会社、大崎水電株式会社の監査役を務めた。
岳父に金須松三郎。